# Карлос Альберто Арройо дель Ріо
Карлос Альберто Арройо дель Ріо (27 листопада 1893 — 31 жовтня 1969) — еквадорський політичний діяч, президент країни у 1940—1944 роках. Під час його президентства Еквадор зазнав поразки у війні проти Перу. Після спроби встановлення поліцейської держави був усунутий від влади в результаті заворушень.